# Gaston Delépine
Gaston Delépine (1878–1963) – francuski duchowny rzymskokatolicki (prezbiter, protonotariusz apostolski), geolog i paleontolog.

## Biografia

### Życiorys
Gaston Georges Delépine urodził się 11 lipca 1878 w Hondschoote. W 1902 otrzymał święcenia prezbiteratu. W 1911 uzyskał stopień naukowy doktora na podstawie rozprawy na temat wapienia węglowego Belgii. Był jednym ze współorganizatorów pierwszego kongresu karbońskiego (tzw. kongresy heerleńskie; odbywają się do dziś, kongres w 1995 odbył się w Krakowie). Pełnił funkcje dziekana, rektora seminarium i rektora uniwersytetu. Zmarł 16 marca 1963 w Lille.

### Pełnione funkcje i otrzymane godności
- 1921 – przewodniczący Północnego Towarzystwa Geologicznego (fr. Société géologique du Nord(inne języki))[6]
- 1928 – wiceprzewodniczący Francuskiego Towarzystwa Geologicznego (fr. Société géologique de France(inne języki))
- 1940–1949 – rektor Facultés catholiques de Lille (obecnie Université catholique de Lille(inne języki))[7]
- 1941 – godność protonotariusza apostolskiego[2]
- 1946 – doktor honoris causa Uniwersytetu Lavala[2]
- 1947 – członek korespondent paryskiej Akademii Nauk[8]
- 1950 – oficer Orderu Leopolda[2]
- 1952 – kawaler Legii Honorowej[5]

## Osiągnięcia naukowe

### Znaczenie w historii nauki
Zajmował się stratygrafią, paleogeografią i paleontologią morskiego karbonu, przede wszystkim goniatytami ze względu na ich znaczenie stratygraficzne, ale również koralowcami i ramienionogami. Pracował w Belgii (Ardeny), gdzie wykazał, iż różnice między osadami karbońskimi dotąd uważanymi za równowiekowe mają charakter facjalny, Francji (Masyw Armorykański; Pireneje, gdzie jako pierwszy podał poprawne datowanie łupków z Mondette, dotąd uważanych za permskie, co kłóciło się z całością poglądu na historię geologiczną tego regionu), Hiszpanii, gdzie datował osady karbońskie Asturii, i Afryce Północnej. Opisał kilkanaście gatunków goniatytów karbońskich.
Jego uczniami byli między innymi Gonzague Dubar, Dorothée Le Maître i René Mouterde.

### Wybrane publikacje
- Les Brachiopodes du Marbre noir de Dinant (Viséen inférieur) (1928)[10]
- Les Goniatites du Dinantien de la Belgique (1940)[12]
- Les goniatites du Carbonifère du Maroc et des confins Algéro-Marocains du sud (Dinantien-Westphalien) (1941)[13]
- Ordre des Clymenida, Sous-ordre des Goniatitina (1952, rozdziały w Traité de Paléontologie pod red. J. Piveteau)[14]

## Cytaty
- « [L]e prêtre peut être, et même doit être, un savant »[5] [Ksiądz może być, a nawet musi być uczonym]
- « Vous entendiez  (…) unir les deux vocations [le sacerdoce et la recherche scientifique] et servir par là la cause de l’Église, en apportant la démonstration évidente de l’ouverture extrême qu’elle garde sur tous les problèmes intéressant la vie et le progrès de l’humanité. »[5] [Chciał ksiądz połączyć dwa powołania [kapłaństwo i badania naukowe] i służyć sprawie Kościoła w ten sposób, dostarczając oczywistego dowodu całkowitego otwarcia Kościoła na wszystkie problemy dotyczące życia i postępu ludzkości; z przemówienia podczas wręczania Legii Honorowej w 1952]
- « [C]e titre [membre de l'Académie des Sciences], il m’en fit alors la confidence, lui apportait l’autorité utile pour défendre efficacement, devant les instances ecclésiastiques supérieures, la nécessité d’une sérieuse formation scientifique du jeune clergé (…) encore trop souvent négligée. » [Ten tytuł [członkostwo Akademii Nauk], jak kiedyś mi się zwierzył, dawał mu autorytet przydatny do skutecznej obrony przed wyższymi instancjami kościelnymi konieczności rzeczywistej formacji naukowej młodych kleryków (...) ciągle jeszcze zbyt często zaniedbywanej; ze wspomnienia pośmiertnego wygłoszonego przez Pierre'a Pruvost, 1963][2]

## Upamiętnienie
Na jego cześć nazwano dwa rodzaje zwierząt kopalnych: ramienionoga Delepinea Muir-Wood, 1962 oraz goniatyta Delepinoceras Miller & Furnish, 1954 (typ rodziny Delepinoceratidae Ruzhencev, 1957).